# Bejt Netofa
Bejt Netofa bylo starověké sídlo v Dolní Galileji, poblíž dnešní arabské vesnice Ajlabún. Je podle něj pojmenováno Bejtnetofské údolí, rozprostírající se dále na západ.